# Technofobie
Technofobie is de angst voor technologie en als zodanig het tegengestelde van technofilie. Technofoben hebben een vage afkeer van nieuwe technologieën en ondervinden moeilijkheden bij het vertrouwen en in gebruik nemen van een nieuwe technologie. Technofobie en technofilie zijn termen, bedacht door Amerikaans communicatiewetenschapper en schrijver Neil Postman.

## Oorzaken
Er zijn verschillende oorzaken mogelijk:
- De complexiteit van de techniek: Nieuwe technologieën worden voor sommigen niet meer hanteerbaar. In de huidige informatiemaatschappij ontstaat er een digitale kloof tussen mensen die met de nieuwe technologieën kunnen werken en de informatie-analfabeten.

- De techniek evolueert razendsnel: De techniek evolueert zodanig snel, dat het voor velen onmogelijk is om bij te blijven. In sommige beroepen is de technische kennis na een aantal jaar al voorbijgestreefd, wat voortdurende bijscholing vereist.

- Technologie maakt de mens kwetsbaar: De ontwikkeling van nucleaire wapens heeft de mensheid kwetsbaar gemaakt voor een massavernietiging. De ontwikkeling van TNT is misschien nog een beter voorbeeld.

- De technische evolutie is onstuitbaar: In zekere zin is technische evolutie het lot van de mensheid. De techniek is onstuitbaar omdat ze zichzelf voortdurend sterker maakt. De wetenschap stimuleert techniek, techniek stimuleert kapitalisme en kapitalisme financiert wetenschappelijk onderzoek. Dit staat beter bekend als het WTK-complex van de Vlaamse techniekfilosoof Max Wildiers.

- De techniek is onontkoombaar: Het weigeren van het gebruik van techniek kan ernstige sociale gevolgen hebben. Kinderen die geen computer thuis hebben, krijgen het moeilijk om hun schoolwerk zo goed te kunnen maken als hun klasgenootjes. Handgeschreven sollicitatiebrieven worden niet meer geaccepteerd.